# Mersina
Mersina (in turco Mersin, in greco Μερσίνη?, Mersìni) è una città della Turchia, capoluogo della provincia omonima, tra i maggiori centri dell'Anatolia meridionale.
Amministrativamente costituisce uno dei comuni metropolitani della Turchia formato dai centri urbani di 4 distretti: Akdeniz, Mezitli, Toroslar e Yenişehir.

## Storia
Il primo nucleo cittadino a Mersina risale addirittura al 6300 a.C. Di esso si sa che era circondato da mura e che nel 3200 a.C. fu abbandonato. La zona nell'antichità fu occupata dagli Ittiti, dai Seleucidi, dai Greci (che la chiamavano Zephyrio) e dai Romani (133 a.C.) che la latinizzarono Zephyrium e poi Adrianopoli sotto l'imperatore Adriano (da non confondere con l'attuale Edirne). Tornata Zephyrion sotto i Bizantini fu più volte conquistata dagli arabi. Ritornata sotto l'Impero Bizantino fu poi conquistata dai Turchi. Nel 1924, Mersina fu resa una provincia e nel 1933, le province di İçel e di Mersina si sono unite per formare la provincia di İçel. Da ricordare che nell'arco della sua lunga storia la sua importanza fu spesso messa in ombra dalla vicina Tarso.

## Monumenti e luoghi d'interesse
- Nella città si trova il Faro di Mersin, circondato da un parco e da ristoranti.

## Sport
Il Mersin İdman Yurdu Spor Kulübü è la principale società di calcio cittadina.
Nel 2013 la città ha ospitato i XVII Giochi del Mediterraneo.

## Amministrazione

### Gemellaggi
- Kushimoto
- Laodicea
- West Palm Beach
- Oberhausen
- Porto Sudan
- Valparaíso
- Xiamen
- Ufa
- Nižnekamsk
- Sidone
- Fiume
- Lin